# 카미유 코탱
카미유 코탱(Camille Cottin, 1978년 12월 1일 ~ )은 프랑스의 배우, 희극 배우이다.

## 출연 작품

### 영화
- 야마카시 (2001)
- 난 그녀와 키스했다 (2015)
- 얼라이드 (2016)
- 발레리나 (2016) - 프랑스어 더빙
- 포토 드 파미유 (2018, Photo de famille)
- 마법에 빠졌어요 (2019)
- 리틀 뱀파이어 (2020) - 목소리
- 소울 (2020) - 프랑스어 더빙
- 스틸워터 (2021)
- 하우스 오브 구찌 (2021) - 파올라 프란치 역
- 베니스 유령 살인사건 (2023) - 올가 세미노프 역
- 골다 (2023, Golda)
- 엠파이어 (2024)

### 텔레비전
- 연예인 매니저로 살아남기 (2015-현재)
- 킬링 이브 (2020-22)
- 스타워즈: 비전스 (2023) - 목소리